# Liste der Monuments historiques in Amancey
Die Liste der Monuments historiques in Amancey führt die Monuments historiques in der französischen Gemeinde Amancey auf.

## Liste der Objekte
| Bezeichnung                                                                          | Beschreibung | Standort                              | Kennzeichnung | Schutzstatus | Datum | Bild |
| ------------------------------------------------------------------------------------ | --- | ------------------------------------- | ------------- | ------------ | ----- | ---- |
| Chorgestühl                                                                          | Holz, 18. Jahrhundert | in der Kirche St-Jean-Baptiste (Lage) | PM25000011    | Classé       | 1966  |      |
| Skulptur Heiliger Antonius                                                           | Holz, farbig gefasst, 18. Jahrhundert | in der Kirche St-Jean-Baptiste (Lage) | PM25000012    | Classé       | 1966  |      |
| Rechter Seitenaltar                                                                  | Altartisch, Retabel und Gemälde; Holz, farbig gefasst und vergoldet, Ölfarbe auf Leinwand, 18. Jahrhundert                                                  | in der Kirche St-Jean-Baptiste (Lage) | PM25000013    | Classé       | 1979  |      |
| Linker Seitenaltar                                                                   | Altartisch, Retabel und Gemälde; Holz, farbig gefasst und vergoldet, Ölfarbe auf Leinwand, 18. Jahrhundert                                                  | in der Kirche St-Jean-Baptiste (Lage) | PM25000014    | Classé       | 1979  |      |
| Gemälde Heiliger Franziskus von Assisi                                               | Ölfarbe auf Leinwand, Holzrahmen, 18. Jahrhundert | in der Kirche St-Jean-Baptiste (Lage) | PM25000015    | Classé       | 1979  |      |
| Gemälde Franziskaner mit Kreuz und Rosenkranz                                        | Ölfarbe auf Leinwand, Holzrahmen, 18. Jahrhundert | in der Kirche St-Jean-Baptiste (Lage) | PM25000016    | Classé       | 1979  |      |
| Gemälde Franziskaner mit Kruzifix                                                    | Ölfarbe auf Leinwand, Holzrahmen, 18. Jahrhundert | in der Kirche St-Jean-Baptiste (Lage) | PM25000017    | Classé       | 1979  |      |
| Gemälde Franziskaner mit Kruzifix                                                    | Ölfarbe auf Leinwand, Holzrahmen, 18. Jahrhundert | in der Kirche St-Jean-Baptiste (Lage) | PM25000018    | Classé       | 1979  |      |
| Gemälde Heilige Klara von Assisi                                                     | Ölfarbe auf Leinwand, Holzrahmen, 18. Jahrhundert | in der Kirche St-Jean-Baptiste (Lage) | PM25000019    | Classé       | 1979  |      |
| Kruzifix                                                                             | Holz, farbig gefasst, 16. Jahrhundert, bezeichnet 1653, 1793 und 1817                                                                                       | in der Kirche St-Jean-Baptiste (Lage) | PM25000020    | Classé       | 1979  |      |
| Reliquiar                                                                            | Kupfer, vergoldet, 16. Jahrhundert | in der Kirche St-Jean-Baptiste (Lage) | PM25000021    | Classé       | 1979  |      |
| Ziborium                                                                             | Silber, gemarkt 1789, Goldschmied Pierre-Ignace-Joachim Thiébaud                                                                                            | in der Kirche St-Jean-Baptiste (Lage) | PM25000022    | Classé       | 1979  |      |
| Hauptaltar                                                                           | Altartisch, Tabernakel, Retabel, zwei Engelsskulpturen, Altarkreuz und sechs Altarleuchter; Holz, farbig gefasst und vergoldet, Anfang des 19. Jahrhunderts | in der Kirche St-Jean-Baptiste (Lage) | PM25001592    | Classé       | 1966  |      |
| Wandvertäfelung des Chorraums                                                        | Holz, bemalt und vergoldet, 18. Jahrhundert | in der Kirche St-Jean-Baptiste (Lage) | PM25001593    | Classé       | 1966  |      |
| Gemälde Der heilige Franz von Sales segnet die heilige Johanna Franziska von Chantal | Ölfarbe auf Leinwand, Holzrahmen, 18. Jahrhundert | in der Kirche St-Jean-Baptiste (Lage) | PM25001798    | Inscrit      | 1979  |      |